# 강원도
강원도(江原道)는 관동 지방(關東地方)에 해당하는 지역이다. 1395년에 설치되었고 강원도라는 이름은 도의 주요 도시인 강릉과 감영 소재지였던 원주에서 따 온 것이다.

## 위치
강원도는 한반도 중앙부의 동측에 태백산맥을 중심으로 크게 구분되어 있다. 위도상으로는 북위 37도 02분에서 38도 37분에 걸치고 경도상으로는 동경 127도 05분에서 129도 22분에 걸쳐 있으며 북위 38도선은 본 도의 거의 중앙부를 통과하고 휴전선은 고성군 현내면 북위 38도 35분 근처에서 서남하하여 향로봉, 문등리 및 김화읍의 북방을 연결하는 북위 38도 20분선 부근에서 145km에 걸쳐 그어져 있다.
강원도 동서의 길이는 약 150km, 남북은 약 243km에 달하며, 동쪽은 약 314km에 걸쳐 해안선을 이루면서 이어져 있고, 서방은 황해도 및 경기도와 접해 있고 남쪽은 충청북도 및 경상북도, 북쪽은 함경남도 및 황해도와 접하여 경계를 이루고 있다.

## 역사
- 995년(고려 성종 14년) 삭방도(朔方道)라고 칭하였다.
- 1178년(고려 명종 8년) 함경도와 강릉 일대를 연해명주도(沿海溟州道), 춘천·철원 일대를 동주도(東州道)라고 칭하였다.
- 1263년(고려 원종 4년) 영동지역을 강릉도(江陵道), 영서 내륙지역을 교주도(交州道)라고 개칭하였다.
- 1314년(고려 충숙왕 1년) 교주도를 회양도(淮陽道)로 개칭하였다.
- 1356년(고려 공민왕 5년) 강릉도를 강릉삭방도(江陵朔方道)로 개칭하였다.
- 1388년(고려 우왕 14년) 교주강릉도라 칭하였다.
- 1391년(고려 공양왕 3년) 강릉도라고 칭하였다.
- 1395년(조선 태조 4년) 강원도라고 개칭하였다. 원양도(原襄道)·강양도(江襄道)·원춘도(原春道)라 개칭된 바 있으나 곧 강원도로 다시 바뀌었다.
- 1413년(조선 태종 13년) 가평현이 경기도로 이관되었다.
- 1895년 6월 23일 강릉부, 춘천부, 충주부로 개편하였다.[1]
- 1896년 8월 4일 강원도가 되었다.[2]
- 1914년 행정구역 개편으로 평해군을 울진군에, 고성군을 간성군에, 금성군을 김화군에, 안협군을 이천군에 병합하였다.[3]
- 1919년 간성군을 고성군으로 개칭하였고, 고성군 죽왕면과 토성면은 양양군 관할로 변경하였다.
- 1962년 12월 12일 울진군이 경상북도로 이관되었다.
- 2023년 6월 11일 대한민국의 강원도를 강원특별자치도로 개칭하였다.

### 강원도의 분리
1945년에 강원도는 38선을 기준으로 분할되어 북쪽은 소련군, 남쪽은 미국군이 진주하였다. 이후 남북 분단으로 인해, 두 개의 정부가 각자 관할하게 되었다.
현재 남측의 강원도는 북측이 실효 지배하고 있는 부분에 대하여 이북5도위원회를 통한 형식적인 시장 및 군수 등을 임명하고 있다. 분단 후 북측은 함경남도 원산시를 강원도에 포함시키는 등, 당시의 행정구역을 일부 확장하였다. 단, 이는 대한민국에서 인정되지 아니한다.
남측은 북측의 강원도(원산시 등 구 함경남도령 제외)를 자신들의 강원도에 포함시키고 있지만, 북측은 자신들의 강원도를 북강원도, 남측을 남강원도로, 사실상 다른 도로 분리하고 있다.

## 행정 구역

### 조선
《경국대전》에서 강원도의 관할로 1대도호부 1목 5도호부 7군 12현을 규정하고 있으며, 《대전통편》에서는 원주 목사가 강원도 관찰사를 겸임한다고 규정하였다.
| 수령과 그 품계                    | 경국대전 (1484) | 속대전(1746)·대전통편 (1785)·대전회통 (1865) |
| --------------------------------- | --------------- | -------------------------------------------- |
| 부: 대도호부사(大都護府使), 정3품 | 1:              | 1:                                           |
| 목: 목사(牧使), 정3품             | 1:              | 1:                                           |
| 부: 도호부사(都護府使), 종3품     | 5:              | 7:                                           |
| 군: 군수(郡守), 종4품             | 7:              | 6:                                           |
| 현: 현령(縣令), 종5품             | 3:              | 3:                                           |
| 현: 현감(縣監), 종6품             | 9:              | 8:                                           |
| 비고                              |                 |                                              |

### 1945년 광복 당시의 행정 구역
아래 행정 구역은 1945년 광복 당시의 행정 구역이다.
- 춘천군 (春川郡)
- 인제군 (麟蹄郡)
- 양구군 (楊口郡)
- 회양군 (淮陽郡)
- 통천군 (通川郡)
- 고성군 (高城郡)
- 양양군 (襄陽郡)
- 강릉군 (江陵郡)
- 삼척군 (三陟郡)
- 울진군 (蔚珍郡)
- 정선군 (旌善郡)
- 평창군 (平昌郡)
- 영월군 (寧越郡)
- 원주군 (原州郡)
- 횡성군 (橫城郡)
- 홍천군 (洪川郡)
- 화천군 (華川郡)
- 김화군 (金化郡)
- 철원군 (鐵原郡)
- 평강군 (平康郡)
- 이천군 (伊川郡)

### 없어진 행정구역
- 김화군
- 평강군
- 명주군
- 삼척군
- 원성군
- 춘성군
- 간성군
- 춘천군
- 안협군
- 철원시
- 금성군
- 실직군
- 모성군
- 익성군
- 수성군
- 춘천부
- 강릉군
- 덕원군
- 삭정군
- 각련성군
- 련성군
- 흡곡군
- 삭녕군

## 같이 보기
- 강원감영
- 강원특별자치도
- 강원도 (조선민주주의인민공화국)